# Mantalskommun
Mantalskommun (finska: manttaalikunta) är i Finland en jordrättslig institution inom kommun på landsbygden, består av ägarna till i mantal satt jord. 
Stadganden om mantalskommun finns i 1898 års förordning angående kommunalförvaltning på landet, som till vissa delar fortfarande är i kraft. Mantalskommunens angelägenheter dryftas på mantalsstämman, där rösträtten är graderad efter mantalet. Mantalskommunen skötte tidigare bland annat vägunderhåll, skjutstjänst, underhåll av tingslokaler och fångtransporter. Numera återstår för mantalsstämman endast ett fåtal ärenden att behandla. Idag sköter mantalskommunen främst frågor som berör personer som äger i mantal satt jord. Institutionen har beskattningsrätt vid sidan av staten, kommunerna och kyrkan, men denna rätt utnyttjas endast av ett fåtal mantalskommuner.